# Georg Daubner

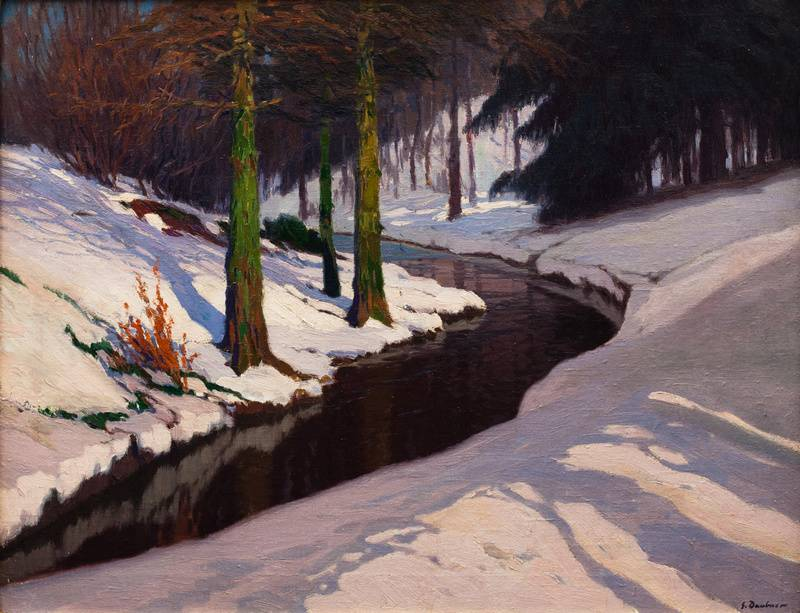
Wasserlauf im Winter

Georg Daubner (franz. Georges Daubner, * 19. November 1865 in Berlin; † 5. April 1926 in Straßburg) war ein deutscher Theater- und Landschaftsmaler sowie Kunstpädagoge.

## Leben
Daubner erlernte ab 1882 Theatermalerei beim Bühnenmaler Julius Lechner in der Malerwerkstatt der Staatsoper Unter den Linden und blieb dort mehrere Jahre tätig. Nebenbei erlernte er autodidaktisch die Landschaftsmalerei.
Einer Einladung seines Freundes Georg Haecker folgend arbeitete Daubner von 1892 bis 1925 an der neugegründeten, von Anton Seder geleiteten Städtischen Kunstgewerbeschule in Straßburg. Daubner unterrichtete dort dekorative Malerei, Theatermalerei und auch in einer Damenklasse. Von 1908 bis 1926 leitete er die Werkstatt für Theaterdekoration des Straßburger Stadttheaters.
Georg Daubner war auch als Landschaftsmaler tätig. Er nahm an vielen deutschen Kunstausstellungen teil. Seine Werke befinden sich in den Sammlungen des Musée d’Art Moderne et Contemporain de Strasbourg sowie der Museen in Zürich und Metz.
Daubner starb 1926 in Straßburg. Seine letzte Ruhestätte fand er auf dem Cimetière Saint-Louis in Robertsau (Sektion 4P-11-2).